# Heinrich Riebesehl
Heinrich Riebesehl est un photographe allemand né le 9 janvier 1938 à Lahten, et mort le 31 octobre 2010 à Hanovre.

## Biographie
Heinrich Riebesehl est né à Lathen en 1938. En 1963/1964, il fait ses études de photographie à la Folkwang Universität auprès de Otto Steinert.
Il fonde en 1971 la galerie Spectrum à Hanovre avec plusieurs autres photographes. Ses photographies ont été publiées dans Zoom, Camera, Novum notamment.
Il meurt en 2010 à l'âge de 72 ans.

## Expositions

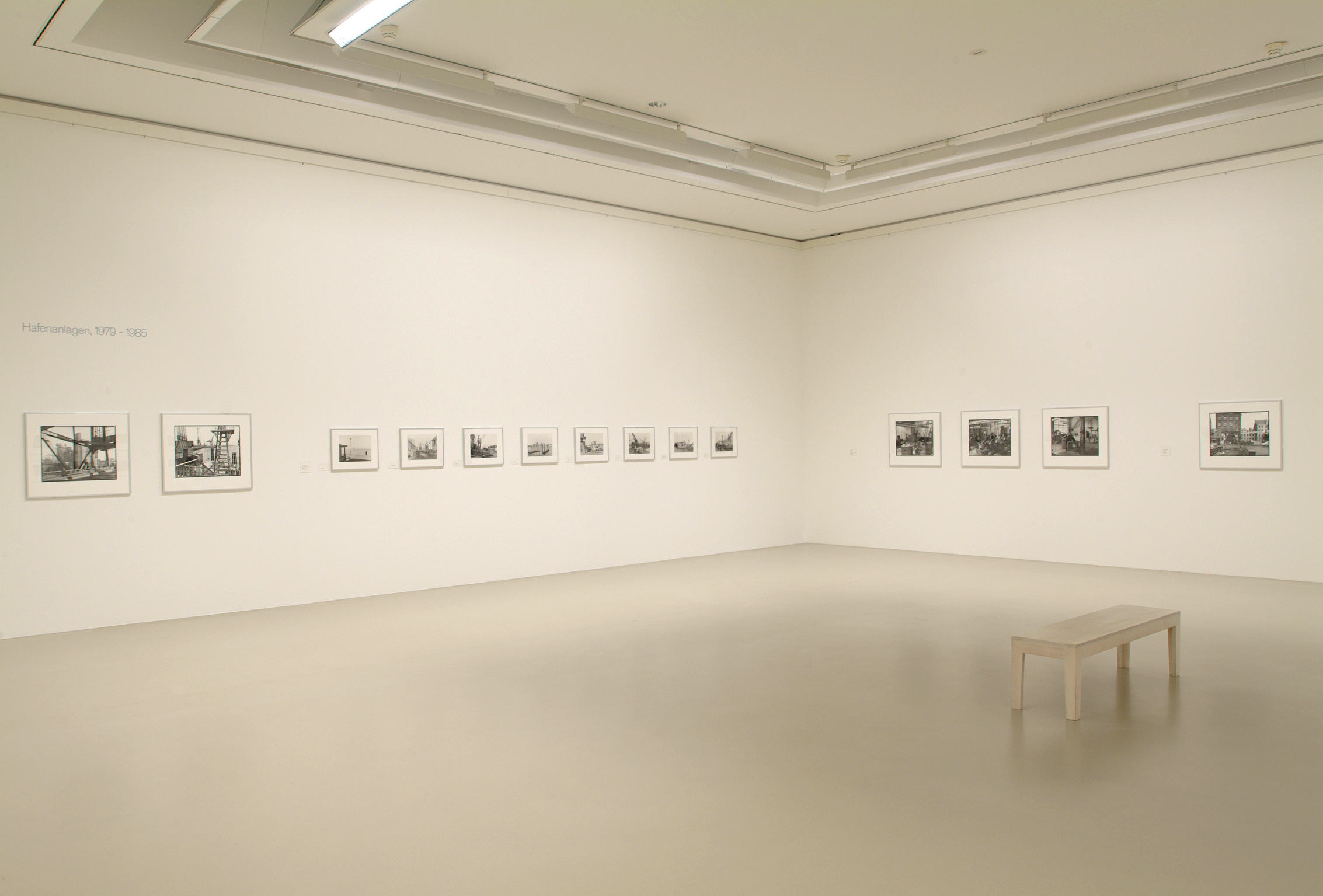
Exposition à Hanovre en 2004

- 1967 : Hambourg
- 1970 : Hanovre
- 1975 : Stuttgart
- 1978 : Salzburg
- 1979 : Bonn
- 1979 : Washington
- 1980 : Brême
- 1981 : Londres
- 2004 : Hanovre
- 2015 : Hanovre[2]

## Collections
- Boston museum of Fine arts
- LOC, Washington
- New Orleans museum of arts
- BN, Paris
- Stedelijk Museum, Amsterdam
- Folkwang museum, Essen[3].